# 灾难应对
灾难应对（抢险）是指在災難發生之前、期間或之後立即採取的行動。目標是拯救生命、確保健康安全、並控制及處理後續影響。應對的範疇包括事前的預防及警告，事發期間的疏散及通報、和事後的搜救，善後。小規模的事件可由個人或警隊、消防、救護單位等公共緊急服務處理，而大規模的災害則可能需要跨政府部門、調用軍隊、甚至多個國家共同處理。

## 意外事件
- 火災
- 触电
- 抢劫
- 盗窃
- 交通事故

## 健康疾病
- 食物中毒
- 藥物中毒
- 中暑
- 凍傷
- 傳染病

## 自然灾害
- 地震
- 海啸
- 火山爆发
- 洪水
- 泥石流